# Infragnathie
L'infragnathie est une malformation. Il s'agit d'un développement vertical insuffisant des maxillaires à savoir des parties osseuses des mâchoires.

## Conséquences
Il s'agit d'une pathologie susceptible de provoquer un dysfonctionnement occlusal. Elle peut être à l'origine de l'apnée du sommeil.

## Causes
Il est probable que sa cause soit d'origine génétique.